# Shomo Rock
Der Shomo Rock ist ein 1470 m hoher Nunatak im ostantarktischen Viktorialand. In den Prince Albert Mountains ragt er zwischen den Ricker Hills und dem Pape Rock auf.
Der United States Geological Survey kartierte ihn anhand eigener Vermessungen und Luftaufnahmen der United States Navy aus den Jahren von 1956 bis 1962. Das Advisory Committee on Antarctic Names benannte ihn im Jahr 1967 nach Barry C. Shomo (1942–1994), Anlagenbetreiber auf der Amundsen-Scott-Südpolstation im antarktischen Winter 1966.